# Полюстрово (муниципальный округ)
Полю́строво — муниципальный округ № 32 в составе Красногвардейского района Санкт-Петербурга. 
Администрация находится на проспекте Энергетиков, д. 70, к. 3. 
В округе издается муниципальная газета «Полюстрово». 

## Границы
Границы муниципального округа искажают исторически сложившуюся структуру Полюстрово. Основная часть муниципалитета располагается на территории исторического района Ручьи — между Шафировским проспектом, рекой Охтой и железнодорожной линией, — частично захватывая Пискарёвку.

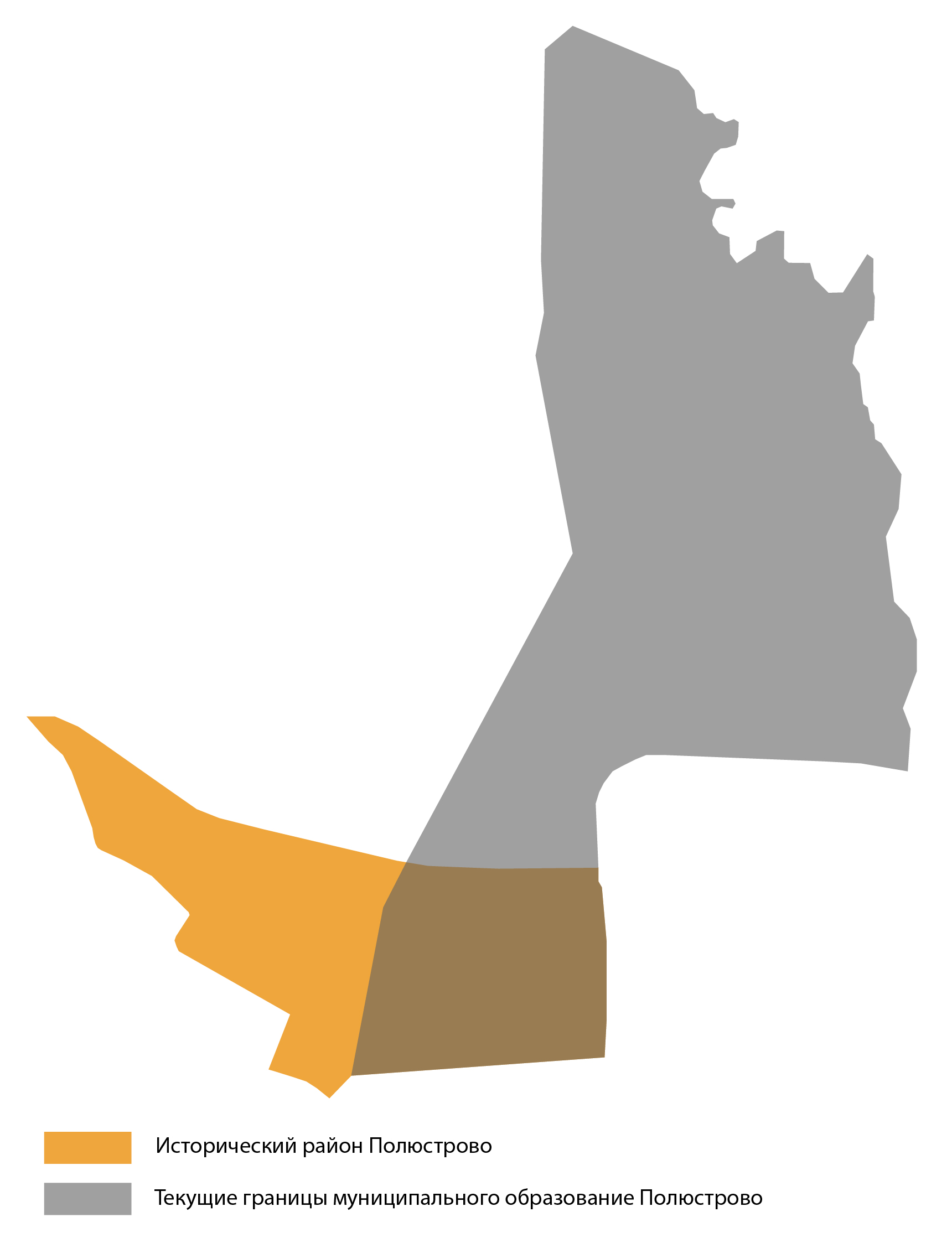
Сравнение территории исторического Полюстрово и границ нынешнего муниципального образования "Полюстрово"

С историческим районом Полюстрово совпадает лишь в пределах кварталов, ограниченных проспектом Маршала Блюхера, Пискарёвским проспектом, шоссе Революции и железной дорогой. Таким образом, современные административные искажают исторически сложившиеся границы Полюстрово.

## История

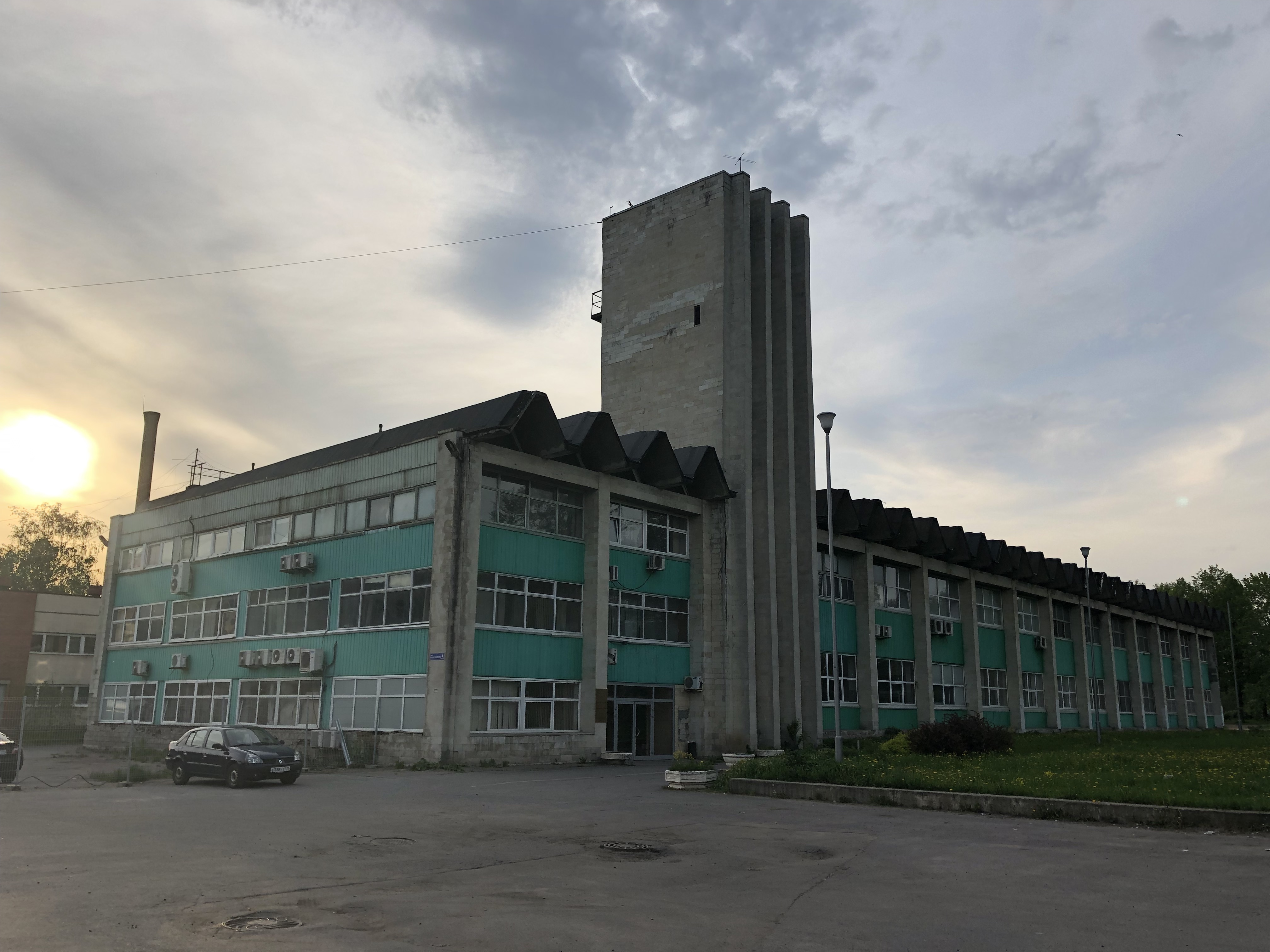
Завод «Полюстрово». Полюстровский парк

Полюстровом издавна называли обширный заболоченный участок на правом берегу Невы. Слово «полюстрово» представляет собою изменённое на русский лад латинское «палюстер», что означает «болотный», «болотистый»; существительное «палюс» — болото. Целебное свойство железистых минеральных источников, находящихся в этом районе, было известно ещё в начале XVIII века. Сохранилось свидетельство, что Пётр I по совету своего лейб-медика Л. Л. Блюментроста, впоследствии первого президента Петербургской Академии наук, пользовался водой полюстровских железных ключей, называя их «Стальными водами».
В начале XIX века в Полюстрове провели осушительные работы и построили водолечебницу, ставшую центром небольшого курорта. Он занимал часть территории, принадлежавшей усадьбе Кушелёвых-Безбородко («Кушелёвой дачи» — Свердловская наб., д. 40). В 1868 году большой пожар уничтожил значительную часть парка и курорт, который уже не восстанавливался. Его территория, как и соседние усадьбы, была распродана по участкам, и здесь развернулось новое строительство, в том числе промышленных предприятий. Наиболее значительные работы проведены после Второй мировой войны.
В данный момент является максимально удалённой от ближайших инфраструктур окраиной города в пределах КАД. Характеризуется слаборазвитостью транспортных путей, отсутствием метро, малым количеством развлекательных мест (кафе, ресторанов, кинотеатров).

## Население
| 2002    | 2010    | 2012    | 2013    | 2014    | 2015    | 2016    |
| ------- | ------- | ------- | ------- | ------- | ------- | ------- |
| 51 529  | ↘50 387 | ↗50 753 | ↗53 149 | ↘53 026 | ↗53 088 | ↘53 019 |
| 2017    | 2018    | 2019    | 2020    | 2021    | 2023    | 2025    |
| ↗53 540 | ↗54 591 | ↗54 703 | ↗54 722 | ↗75 121 | ↗75 180 | ↗76 707 |